# Todesstrafe in Frankreich

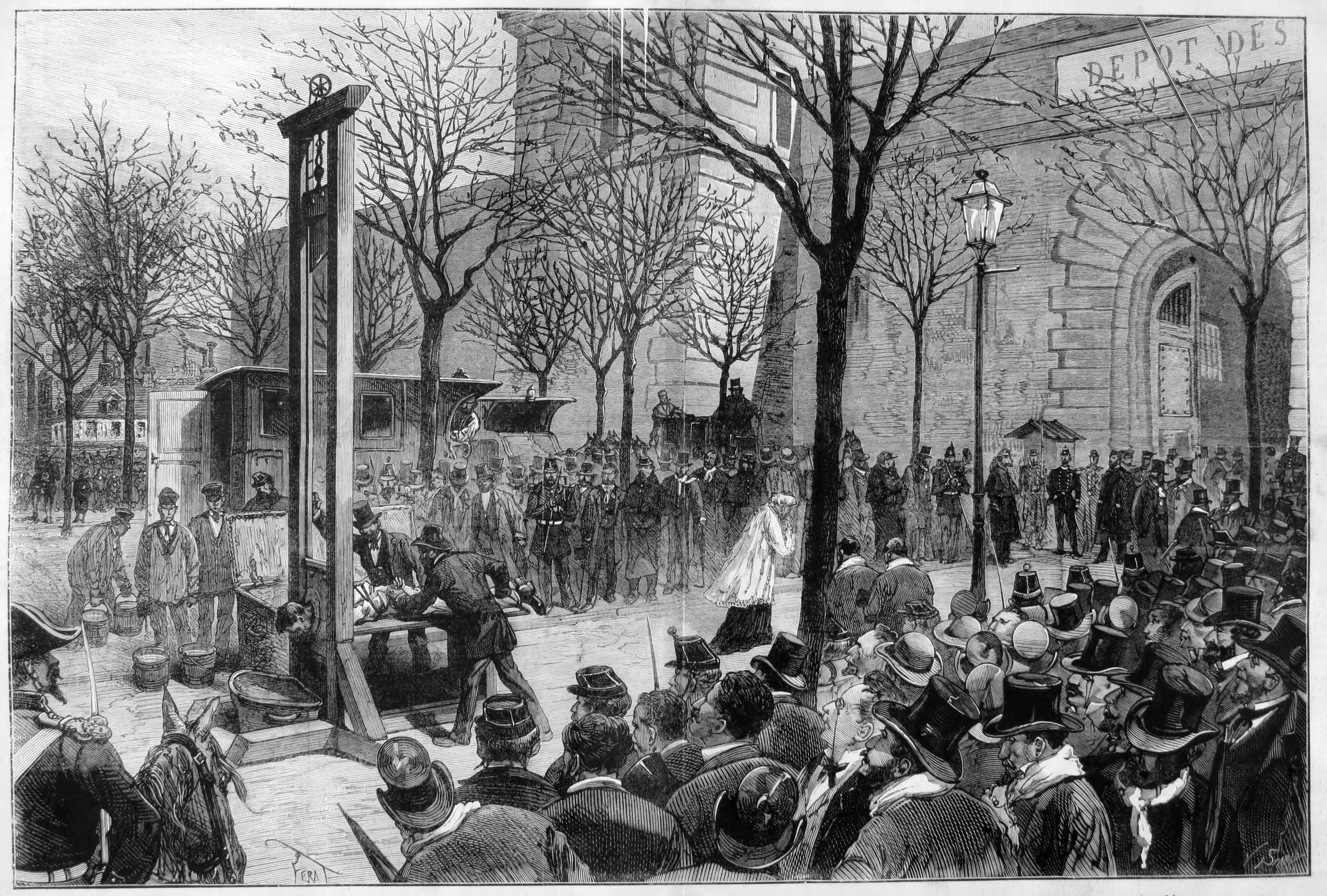
Hinrichtung des mehrfachen Mörders Victor Prévost vor dem Pariser Gefängnis La Roquette (1880, zeitgenössische Illustration)

Die Todesstrafe in Frankreich wurde am 9. Oktober 1981 vom damaligen Präsidenten François Mitterrand durch die Unterzeichnung eines entsprechenden Gesetzes abgeschafft. Seit dem 19. Februar 2007 ist die Todesstrafe auch von der Verfassung der Fünften Französischen Republik verboten, nachdem das Parlament diese dahingehend geändert hatte. Die letzte Hinrichtung wurde im September 1977 durch die Guillotine an Hamida Djandoubi ausgeführt, der wegen Folter und Mordes auf französischem Boden verurteilt worden war.

## Geschichte

### Ancien Régime

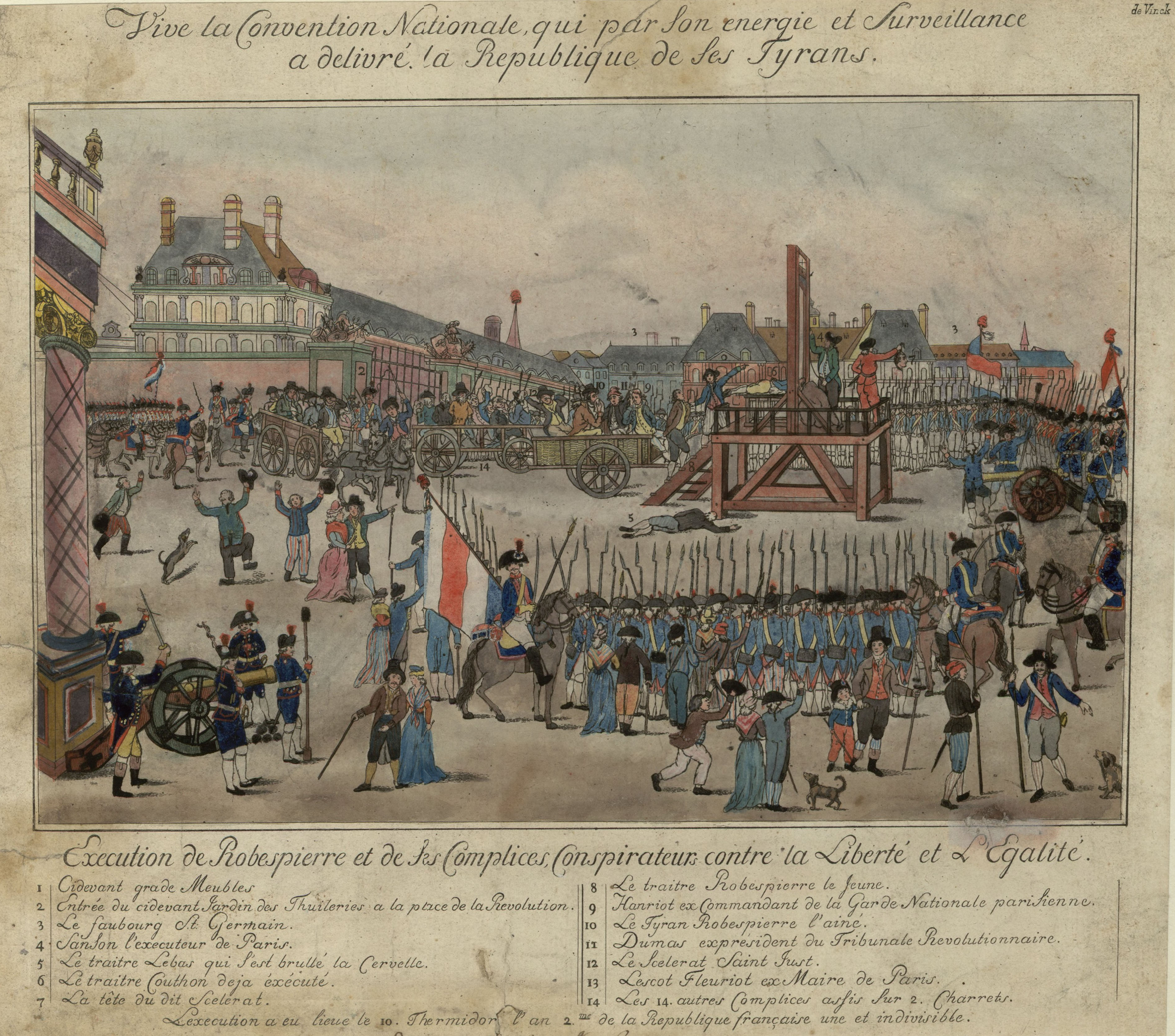
Die Hinrichtung von Robespierre, 1794

Vor 1791, unter dem Ancien Régime, gab es in Frankreich diverse Ausführungsarten der Todesstrafe. Abhängig vom Verbrechen und dem Status der verurteilten Person kamen folgende zur Anwendung:
- Tod durch Hängen war die häufigste Strafe.
- Die Enthauptung durch das Schwert war dem Adel vorbehalten.
- Verbrennung für Ketzer und Brandstifter. Der Sträfling wurde dabei gelegentlich erwürgt.
- Rädern für Räuber und Mörder. Der Sträfling wurde, bevor oder nachdem ihm die Gliedmaßen gebrochen wurden, erwürgt, abhängig von der Grausamkeit seines Verbrechens.
- Tod durch Kochen für Fälscher und Betrüger.
- Vierteilung wegen Hochverrats, Elternmord oder Königsmord.

### Anwendung der Guillotine

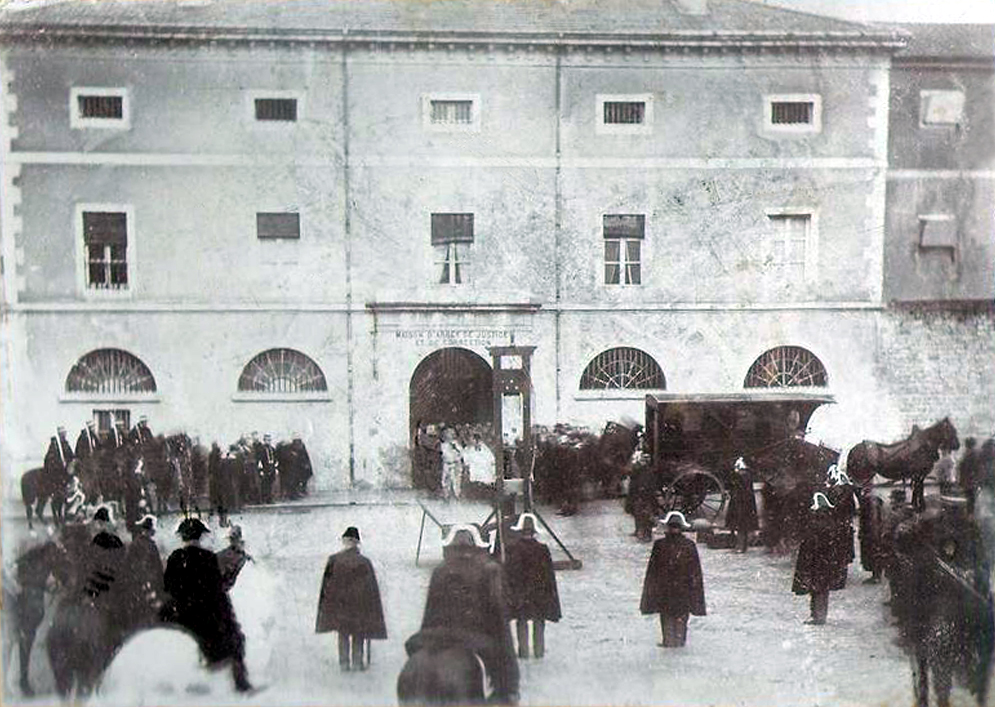
Öffentliche Hinrichtung durch die Guillotine in Lons-le-Saunier, 1897

Die ersten Proteste zur Abschaffung der Todesstrafe begannen bereits am 30. Mai 1791, doch am 6. Oktober desselben Jahres weigerte sich die Nationalversammlung, ein Gesetz zur Abschaffung der Todesstrafe zu verabschieden. Sie entschied sich jedoch dazu, die Folter abzuschaffen und erklärte, dass es nur noch eine Hinrichtungsmethode geben werde. Jeder zum Tode Verurteilte sollte von nun an enthauptet werden, ungeachtet der begangenen Straftat und des sozialen Status des Verurteilten (ausgenommen waren Militärangehörige, die aufgrund eines Urteils des Kriegsgerichts erschossen wurden).
Da die Enthauptung durch eine handgeführte Axt oder Klinge eine vergleichsweise ineffiziente und unzuverlässige Methode der Ausführung war, wurde die mechanische Guillotine eingesetzt, welche bereits 1789 von Joseph-Ignace Guillotin als Hinrichtungsmittel vorgeschlagen worden war.
Das Gerät wurde erstmals am 25. April 1792 bei dem zum Tode verurteilten Straßenräuber Nicolas Jacques Pelletier eingesetzt. Die Verwendung der Guillotine verbreitete sich schnell in weitere Länder wie unter anderem nach Deutschland, Italien, Schweden und französischen Kolonien in Afrika.

### 1848
Im Zuge der Februarrevolution 1848 in Paris wurde die Todesstrafe für politische Delikte per Dekret abgeschafft. Befürwortern einer völligen Abschaffung, angeführt von Victor Hugo, gelang es nicht, sich durchzusetzen.

### 1849–1981
Ab Mitte des 19. Jahrhunderts wurden die Hinrichtungen allmählich in die Umgebung der örtlichen Gefängnisse verlagert, sie blieben aber öffentlich.
Anfang des 20. Jahrhunderts wurde die Guillotine vor den Toren des Gefängnisses aufgestellt. Die letzte öffentlich guillotinierte Person war der sechsfache Mörder Eugen Weidmann, der am 17. Juni 1939 vor dem Gefängnis St-Pierre in Versailles hingerichtet wurde.
Wegen des unwürdigen „hysterischen Verhaltens“ der Öffentlichkeit bei dieser Hinrichtung bestimmte Premierminister Édouard Daladier am 24. Juni 1939 per Verordnung, dass alle Exekutionen nichtöffentlich hinter Gefängnismauern zu vollziehen seien.
Der erste danach Hingerichtete war Jean Dehaene, der seine getrennt lebende Frau und seinen Schwiegervater ermordet hatte. Er wurde am 19. Juli 1939 in Saint-Brieuc hingerichtet.
In den 1940er Jahren nahm die Zahl der Hinrichtungen erheblich zu, auch Frauen wurden erstmals seit dem 19. Jahrhundert hingerichtet. So wurde Marie-Louise Giraud am 30. Juli 1943 hingerichtet, weil sie als „Engelmacherin“ an über 20 Frauen Abtreibungen vorgenommen hatte, was zu jener Zeit als Verbrechen gegen die Staatssicherheit galt.
Von 1950 bis zu den 1970er-Jahren ging die Zahl der Hinrichtungen stetig zurück, unter anderem durch Präsident Georges Pompidou, der zwischen 1969 und 1974 zwölf von fünfzehn zum Tode Verurteilte begnadigte.
Bis 1981 stand im französischen Strafgesetzbuch:
- Artikel 12: „Jedem zum Tode Verurteilten soll der Kopf abgeschnitten werden.“
- Artikel 13: „Wenn die Todesstrafe für Verbrechen gegen die Staatssicherheit verhängt wurde, erfolgt die Hinrichtung durch ein Erschießungskommando.“
- Artikel 14: „Wenn die Familie der hingerichteten Person die Leiche zurückfordert, dann obliegt es ihr, diese zu begraben, ohne jegliche Unterstützung des Staates.“

## Die Abschaffung der Todesstrafe

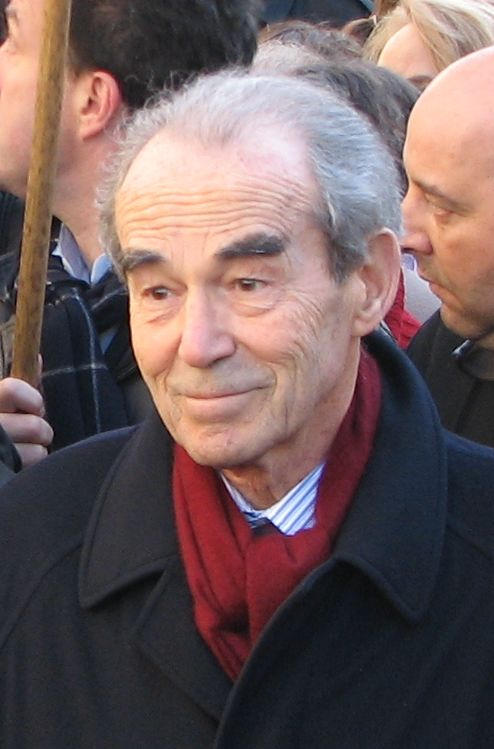
Robert Badinter auf einer Demonstration gegen die Todesstrafe in Paris am 3. Februar 2007

Die Todesstrafe in Frankreich wurde ursprünglich bereits am 26. Oktober 1795 durch die Nationalversammlung abgeschafft, allerdings nur bis zum 12. Februar 1810, als sie von Napoleon Bonaparte wieder in das französische Strafgesetzbuch aufgenommen wurde.
Am 3. Juli 1908 legte Aristide Briand, der damalige Siegelbewahrer von Frankreich, den Abgeordneten einen Gesetzentwurf zur Abschaffung der Todesstrafe vor, welcher jedoch, trotz der Unterstützung von Jean Jaurès, mit 330 zu 201 Stimmen abgelehnt wurde.
Robert Badinter, der auch als Strafverteidiger für einige der letzten zum Tode verurteilten Personen fungierte, wurde im Jahre 1981 zum Justizminister ernannt. Noch im Jahr seines Amtsantritts setzte er mit Unterstützung von Präsident François Mitterrand die Abschaffung der Todesstrafe in Frankreich durch.
Am 19. Februar 2007 stimmte das französische Parlament mit einer Mehrheit von 828 zu 26 Stimmen für die Änderung der französischen Verfassung, mit der das Verbot der Todesstrafe endgültig in die Verfassung aufgenommen werden sollte. Seither steht im Artikel 66-1 der Verfassung der französischen Republik: „Niemand kann zum Tode verurteilt werden“. Der Artikel 66-1 wurde am 23. Februar 2007 in die Verfassung aufgenommen.

## Hinrichtungen seit 1959
Folgende Personen wurden während der fünften französischen Republik hingerichtet.
| Hingerichtete Person              | Tag der Hinrichtung | Ort der Hinrichtung        | Verbrechen | Methode     | unter Präsident          |
| --------------------------------- | ------------------- | -------------------------- | --- | ----------- | ------------------------ |
| Jean Dupont                       | 14. April 1959      | Paris                      | Kindesmord | Guillotine  | Charles de Gaulle        |
| Abcha Ahmed                       | 30. Juli 1959       | Metz                       | Mord | Guillotine  | Charles de Gaulle        |
| René Pons                         | 21. Juni 1960       | Bordeaux                   | Mord | Guillotine  | Charles de Gaulle        |
| Georges Rapin                     | 26. Juli 1960       | Paris                      | Mord | Guillotine  | Charles de Gaulle        |
| Dehil Salah                       | 31. Januar 1961     | Paris                      | Mord | Guillotine  | Charles de Gaulle        |
| Louis Jalbaud                     | 7. Dezember 1961    | Marseille                  | Raubmord | Guillotine  | Charles de Gaulle        |
| Albert Dovecar                    | 7. Juni 1962        | Marly-le-Roi               | Anschlag auf Roger Gavoury                                                                                        | Erschießung | Charles de Gaulle        |
| Claude Piegts                     | 7. Juni 1962        | Marly-le-Roi               | Anschlag auf Roger Gavoury                                                                                        | Erschießung | Charles de Gaulle        |
| Leutnant Roger Degueldre          | 6. Juli 1962        | Fort Ivry, Ivry-sur-Seine  | Verrat, mehrfacher Mord                                                                                           | Erschießung | Charles de Gaulle        |
| Oberstleutnant Jean Bastien-Thiry | 11. März 1963       | Fort Ivry, Ivry-sur-Seine  | Anschlag auf den Präsidenten                                                                                      | Erschießung | Charles de Gaulle        |
| Stanislas Juhant                  | 17. März 1964       | Paris                      | Raubmord | Guillotine  | Charles de Gaulle        |
| Raymond Anama                     | 17. Juni 1964       | Fort-de-France, Martinique | Mord | Guillotine  | Charles de Gaulle        |
| Robert Actis                      | 27. Juni 1964       | Lyon                       | Raubmord | Guillotine  | Charles de Gaulle        |
| Mazouz Ghaouti                    | 27. Juni 1964       | Lyon                       | Mord | Guillotine  | Charles de Gaulle        |
| Lambert Gau                       | 22. Juni 1965       | Fort-de-France, Martinique | Mord | Guillotine  | Charles de Gaulle        |
| Saïd Hachani                      | 22. März 1966       | Lyon                       | Mehrfacher Mord                                                                                                   | Guillotine  | Charles de Gaulle        |
| Gunther Volz                      | 16. Dezember 1967   | Metz                       | Vergewaltigung und Ermordung eines Kindes                                                                         | Guillotine  | Charles de Gaulle        |
| Jean-Laurent Olivier              | 11. März 1969       | Amiens                     | Mehrere Kindesmorde nach sexueller Vergewaltigung                                                                 | Guillotine  | Charles de Gaulle        |
| Roger Bontems                     | 28. November 1972   | Paris                      | Geiselnahme, Komplize von Claude Buffet                                                                           | Guillotine  | Georges Pompidou         |
| Claude Buffet                     | 28. November 1972   | Paris                      | Ermordung eines Gefängniswärters und einer Krankenschwester (während seiner lebenslangen Haftstrafe wegen Mordes) | Guillotine  | Georges Pompidou         |
| Ali Ben Yanes                     | 12. Mai 1973        | Marseille                  | Kindesmord nach sexueller Belästigung, versuchter Mord                                                            | Guillotine  | Georges Pompidou         |
| Christian Ranucci                 | 28. Juli 1976       | Marseille                  | Entführung und Ermordung eines Kindes                                                                             | Guillotine  | Valéry Giscard d’Estaing |
| Jérôme Carrein                    | 23. Juni 1977       | Douai                      | Entführung, versuchte Vergewaltigung und Ermordung eines Kindes                                                   | Guillotine  | Valéry Giscard d’Estaing |
| Hamida Djandoubi                  | 10. September 1977  | Marseille                  | Folter, Mord, Zuhälterei und Vergewaltigung                                                                       | Guillotine  | Valéry Giscard d’Estaing |

## Bekannte Gegner
- Voltaire (1694–1778), Schriftsteller und Philosoph
- Nicolas de Condorcet (1743–1794), Philosoph
- Louis-Michel Le Peletier de Saint-Fargeau (1760–1793), Politiker
- Victor Hugo (1802–1885), Schriftsteller und Politiker
- Alphonse de Lamartine (1790–1869), Schriftsteller und Politiker
- Léon Gambetta (1838–1882), Politiker
- Jean Jaurès (1859–1914), Politiker
- Aristide Briand (1862–1932), Politiker, Premierminister
- Gaston Leroux (1868–1927), Schriftsteller
- Albert Camus (1913–1960), Schriftsteller
- Michel Foucault (1926–1984), Philosoph
- Robert Badinter (1928–2024), Anwalt, Justizminister

## Bekannte Befürworter
- Charles de Secondat, Baron de Montesquieu (1689–1755), Philosoph
- Jean-Jacques Rousseau (1712–1778), Philosoph
- Benjamin Constant (1767–1830), Philosoph und Politiker
- Auguste Comte (1798–1857), Philosoph
- Maurice Barrès (1862–1923), Schriftsteller und Politiker
- Charles de Gaulle (1890–1970), Präsident, Befürwortung der Todesstrafe nur für Männer[8]
- Jean-Marie Le Pen (1928–2025), Politiker
- Alain Madelin (* 1946), Politiker
- Robert Ménard (* 1953), Politiker
- Éric Zemmour (* 1958), Schriftsteller und Journalist[9]

## Haltung der Bevölkerung
Einer Umfrage des Meinungsforschungsinstituts Ipsos entsprechend befürworteten im Jahr 2020 55 % der Französinnen und Franzosen die Wiedereinführung der Todesstrafe. Besonders ausgeprägt war mit 85 % die Zustimmung der Anhänger der am rechten Rand des politischen Spektrums angesiedelten Partei Rassemblement National.

## Bibliographie
- Hannele Klemettilä: The executioner in late medieval French culture. Turun yliopiston julkaisuja. Sarja B, Humaniora. vol. 268. Turun Yliplisto, Turku 2003, ISBN 951-29-2538-9.